# Gloucester megye (Virginia)
Gloucester megye az Amerikai Egyesült Államokban, azon belül Virginia államban található. Megyeszékhelye Gloucester Courthouse, legnagyobb városa Gloucester Point. Lakosainak száma 38 711 fő (2020. április 1.). Gloucester megye Middlesex, King and Queen, Mathews, James City és York megyékkel határos.

## Népesség
A megye népességének változása:
| Lakosok száma | 36 932 | 36 891 | 36 905 | 36 834 | 37 143 | 38 711 |
|               | 2010   | 2011   | 2012   | 2013   | 2015   | 2020   |